# Von Quadt

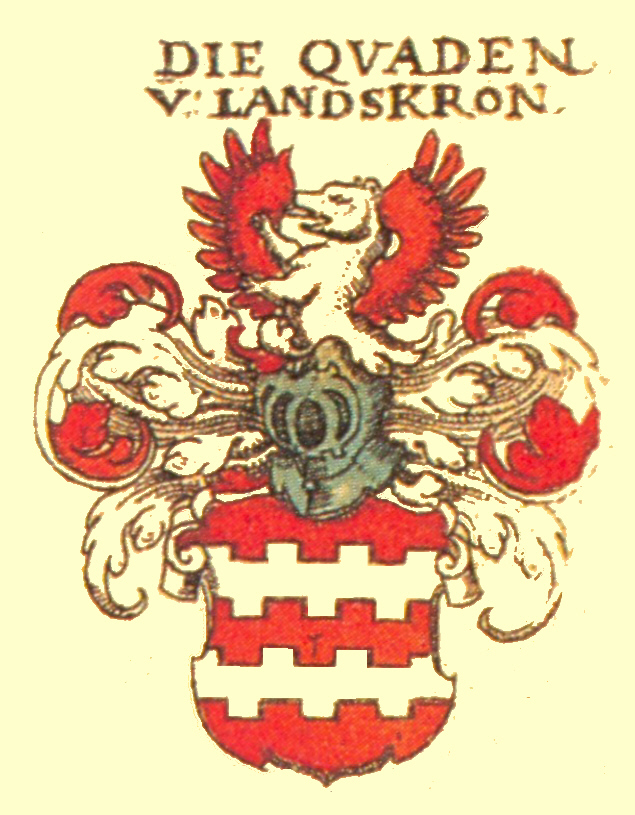
Wapen van het geslacht Quadt (1605)

Nederlands geslachtswapen

Von Quadt (ook: Von Quadt zu Wykradt und Isny en: Von Quadt-Hüchtenbruck) is een van oorsprong Duits adellijk geslacht waarvan leden sinds 1814 tot de Nederlandse adel behoren.

## Geschiedenis
Het adellijke geslacht wordt voor het eerst in 1256 vermeld in de persoon van Peter der Quade.
In 1498 erfde de familie Quadt de rijksheerlijkheid Wickrath van de familie Hompesch. Bij leenbrief van keizer Maximiliaan I van 15 juli 1502 werden de twee broers Dietrich en Adolf Quadt beleend met de reichsständische heerlijkheid Wickradt en opgenomen in het Westfaalse Rijksgravencollege. Als gevolg hiervan nam de vrijheer vanaf 15 juli 1502 een zetel in op de bank van de graven van Westfalen in de Rijksdag.
in 1557 voerde Jan Quadt van Wickrath de reformatie in.
Door het huwelijk van Diederik van Quadt-Wickrath (overleden 1590) met Maria van Vlodrop-Leuth (overleden 1626) in 1568 verwerfde de vrijheer de titels erfelijk hofmeester van het hertogdom Gelderland en erfelijk drost van het graafschap Zutphen. Op 14 februari 1664 werd te Regensburg de titel rijksvrijheer verleend. Van 1664 tot 1786 werden leden van het geslacht erkend als of verheven tot vrijheer des H.R.Rijks, H.R.Rijksgraaf of Pruisisch graaf. Vrijheer Willem Otto Frederik wordt op 17 april 1752 door keizer Frans I Stefan tot rijksgraaf verheven.
Franse troepen bezetten in 1796 het gebied. Toen het Heilige Roomse Rijk in de vrede van Lunéville van 1802 de linker Rijnoever afstond, was het verlies van het rijksgraafschap definitief. In de Reichsdeputationshauptschluss van 25 februari 1803 werd de graaf van Quadt in paragraaf 24 schadeloos gesteld: vanwege het verlies van Wickrath en Schwanenberg kreeg hij de abdij Isny en de rijksstad Isny. Lang heeft het nieuwe rijksgraafschap Isny niet bestaan, want in de Rijnbondacte van 12 juli 1806 vermeldtde artikel 24 dat het graafschap voortaan onder de soevereiniteit van het koninkrijk Württemberg viel (de mediatisering).
In het Hertogdom Gelre en het Graafschap Zutphen vervulden leden van de familie van de 16e eeuw tot aan de Franse tijd erfelijk het drostambt. Daarbij bezaten ze de heerlijkheid Erlecom. Diederik Quadt van Wickradt bouwde er het kasteel Kleverburg in de Ooijpolder.
Bij Souverein Besluit van 7 oktober 1814 werd Otto Wilhelm von Quadt zu Wykradt und Isny (1758-1829) benoemd in de Ridderschap van Gelderland, gevolgd door homologatie van de titel van graaf in 1822. Bij KB van 13 september 1817 werd een verwant van de laatste, luitenant-generaal Carel Hendrik Maurits Herman Sigismund von Quadt-Hüchtenbruck (1776-1852), benoemd in de Ridderschap van Limburg met homologatie van de titel van baron.
In 1829 werden nakomelingen van de genoemde Otto Wilhelm (1758-1829) erkend te behoren tot de Duitse Hohe Adel met verlening van het predicaat Zijne Doorluchtigheid bij eerstgeboorte; een achterkleinzoon van hem, Bertram (1849-1927) werd in 1901 door prins-regent Luitpold van Beieren verheven tot vorst bij eerstgeboorte en diens nageslacht bloeit nog in Duitsland.
Op 2 april 1901 werd de familie de titel vorst verleend door de koning van Beieren.

## Vorstelijke tak

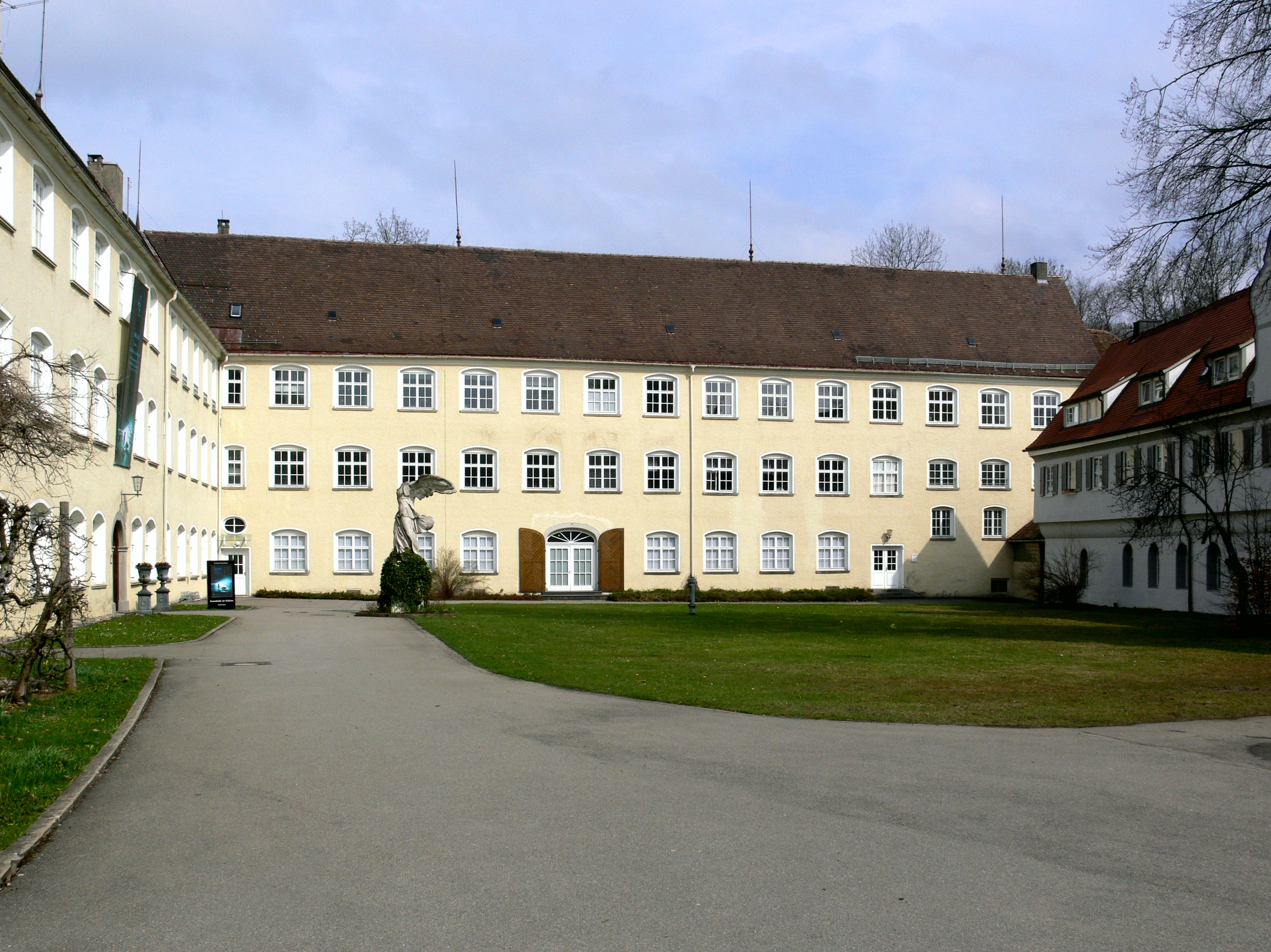
Slot Isny

Bertram 1e vorst von Quadt zu Wykradt und Isny (1849-1927), officier, in 1901 verheven tot Beiers vorst met het predicaat Zijne Doorluchtigheid
- Otto Graf von Quadt zu Wykradt und Isny (1880-1933), bankdirecteur, doet in 1918 afstand van zijn eerstgeboorterechten ten gunste van zijn broer Alexander
- Alexander 2e vorst von Quadt zu Wykradt und Isny (1885-1936)
  - Alban 3e vorst von Quadt zu Wykradt und Isny (1921-1942), gesneuveld
  - Paul 4e vorst von Quadt zu Wykradt und Isny (1930-2011); trouwde in 1955 met Charlotte Prinzessin von Bayern (1931-2018), dochter van Albrecht hertog von Bayern (1905-1996)
    - Alexander 5e vorst von Quadt zu Wykradt und Isny (1958), bewoner van slot Isny
- Eugen graaf von Quadt zu Wykradt und Isny (1887-1940), Duits politicus
  - Ludovica gravin von Quadt zu Wyckradt und Isny (1910-1986); trouwde in 1941 met Josias von Rantzau (1903-waarschijnlijk 1950), Duits diplomaat
    - Marie-Gabrielle von Rantzau (1942), publiciste; trouwde in 1966 met Friedrich Karl Füsrt zu Hohenlohe-Waldenburg-Schillungsfürst (1933-2017), 9e vorst en hoofd van de hoogadellijke en ebenbürtige tak Hohenlohe-Waldenburg-Schillungsfürst uit het Huis Hohenlohe